# Pueblo nandi
El pueblo nandi es uno de los grupos más numerosos de la etnia kalenjin con casi 1.226.000 miembros que habitan principalmente en Kenia y tierras fronterizas de Uganda. Sus ancestros más remotos fueron nilóticos de las tierras altas, al este del lago Victoria. Estos emigraron durante el primer milenio a. C. desde el norte del lago Turkana a distintos territorios de África oriental. En esta expansión se mezclaron con otras etnias que les precedían en los nuevos territorios. Probablemente el pueblo nandi no emergió como un grupo étnico distinto hasta después del siglo XVII. Su última escisión conocida fue con el pueblo kipsigi que los historiadores ubican entre los siglos XVII y XIX. En 2021 la etnia nandi representaba aproximadamente el 2% del total de la población de Kenia. Algunos de los mejores corredores de larga distancia del mundo, galardonados con medallas olímpicas, provienen de las comunidades del pueblo nandi.

## Territorio

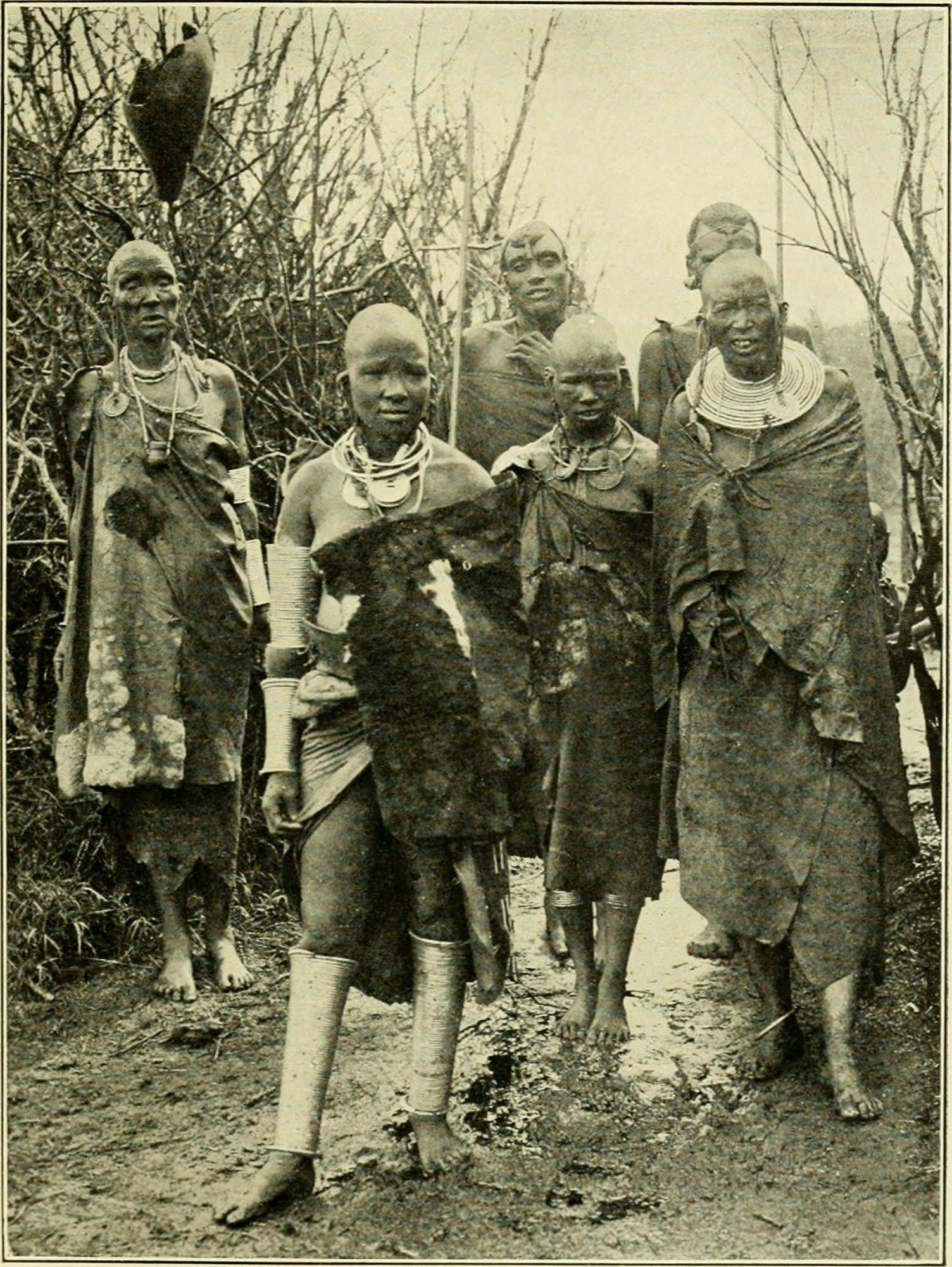
Pueblo nandi fotografía histórica (1910)

Habitan en las mesetas al noreste del lago Victoria, especialmente en la región montañosa alrededor de Kapsabet, ciudad principal y capital del país Nandi (Kenia). Administrativamente comprenden los actuales condados de Nandi y  Uasin Gishu, también en el condado de Kisumu al norte de la ciudad de Kisumu.

## Idioma

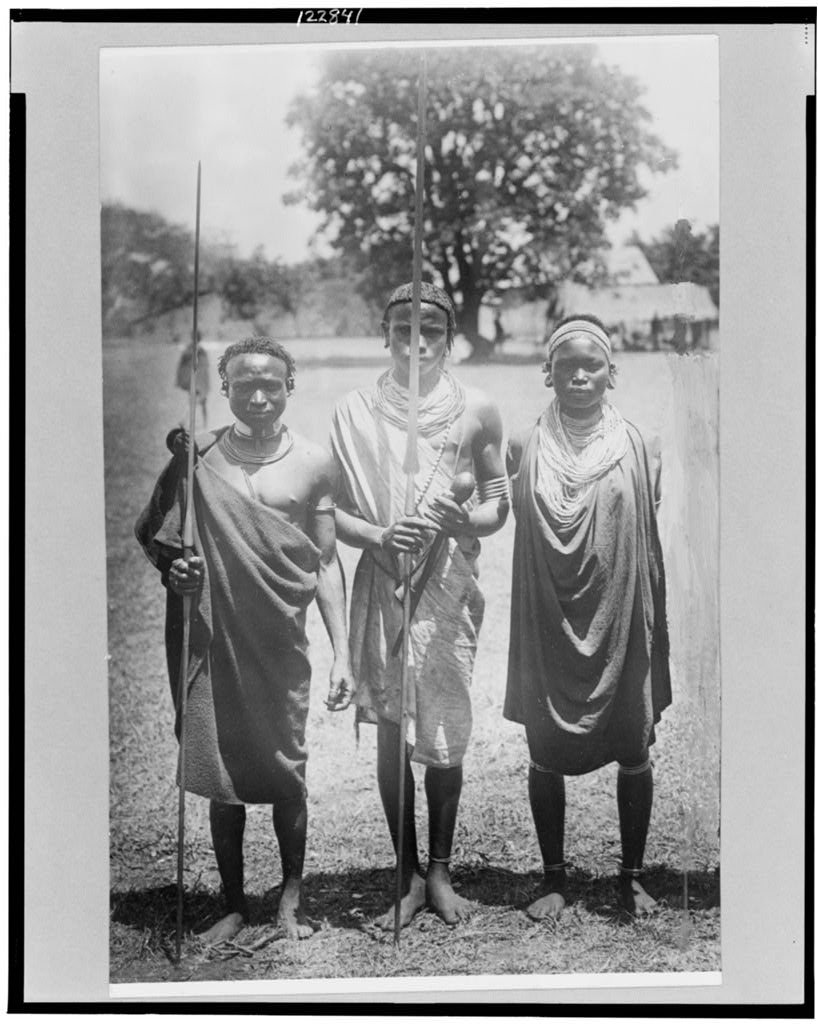
Fotografía de principios del de guerreros nandi

El nandi como el kipsigi son lenguas del grupo kalenjin. Similares, se distinguen por pequeñas diferencias en los sonidos y términos utilizados, comparables a la diferencia entre el inglés estadounidense y el británico. Pertenece al filo de lenguas nilosaharianas, dentro de la familia kalenjin.
El idioma nandi es hablado en las tierras altas del oeste de Kenia en los condados de Nandi, Uashin Guishu y Trans Nzoia. Convive con hablantes de varios dialectos e idiomas relacionados bajo la familia común llamada kalenjin. Este término, que significa "te digo" en nandi, fue adoptado por los hablantes como una expresión autodesignada a finales de los años cuarenta y cincuenta del siglo XX. Algunos de los otros idiomas y dialectos son keyo (elgeyo), kipsigis, kony (elgon), markweta (marakwet), pokot, sabiny (sebei, sabaot), terik (nyang'ori) y tugen. Con la excepción de la Biblia, los himnarios religiosos cristianos y algunas publicaciones para escuela primaria, ninguno de estos idiomas se utiliza o se ha utilizado regularmente en forma escrita formal y ninguno tiene ortografías estandarizadas.

## Historia

### Origen
La raíz nilótica del pueblo nandi se remonta a finales de la Edad del Hierro. Los nilóticos se establecieron como pueblo alrededor del año 1000 d. C. en el cinturón suroriental de Sudán. Hablaban lenguas del grupo nilo-sahariano y su organización social se basaba en el parentesco. Eran nómadas y pastores que se desplazaban según necesidades de sus reses. Se cree que emigraron al este de África como resultado de la sequía, la superpoblación y posiblemente, un aumento en el tamaño de sus rebaños.
Una migración temprana tuvo lugar alrededor del 200 a. C. al 1000 d. C. En ese momento, los nilóticos del sur (conocidos como los paranilóticos), que eran trabajadores del hierro, agricultores de cereales y pastores, se trasladaron a las tierras altas al este del lago Victoria. Casi al mismo tiempo, otros herreros, que hablaban idiomas bantúes, se mudaron a la misma región desde el suroeste. El territorio ya estaba poblado por comunidades cusitas, que usaban herramientas de piedra. Los cusitas fueron absorbidos por los paranilóticos, y la fusión dio lugar al pueblo kalenjin de las tierras altas de Kenia. Un milenio después los kalenjin ampliaron su influencia casándose con mujeres de otras etnias a medida que se extendían. Los pueblos elgeyo, nandi y pokot surgieron a partir de estas fusiones.

### Escisión de los nadian y kipsigi
Previamente, los actuales pueblos nandi y kipsigi formaron parte del pueblo nadian. Colectivo del que se escindieron sobre el siglo XV, coincidiendo con una emigración a tierras circundantes del río Nyando, afluente del lago Victoria. Allí formaron un único colectivo, se expandieron y consolidaron territorios en las orillas orientales del lago Baringo. Su nueva ubicación les hizo presa del asedio y robo de ganado por parte de la entonces etnia predominante en la región, los masáis. Hostigados por estos, buena parte de las comunidades se intentaron refugiar y rehacer sus aldeas en la zona del lago Nakuro. Las necesidades adaptativas y probablemente algunas disputas entre líderes llevó a una nueva división que generó las identidades nandi y kipsigi entre los siglos XVII y XIX.

### Chemngal

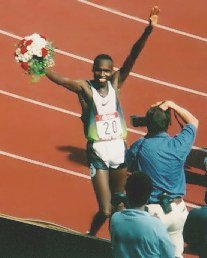
Wilson Kipketer

Los nandis originariamente eran llamados chemngal o chemwal. El etnónimo nandi, que significa “ladrones de ganado” les fue impuesto por los comerciantes suajilis. La razón del mote se encuentra en el hecho que tras recomponer fuerzas con la llegada de desplazados de los pueblos elgón, terik, uasin gishu, masái, keyo, luyia , cherangany y tugen, la etnia nandi formó un gran ejército con el que inició una ola de saqueos de ganado por la zona. El momento de apogeo nandi llegó cuando los masáis comenzaron a debilitarse con guerras internas entre los años 1830 y 1864. Debilitados, muchos refugiados masái se integraron a las comunidades nandi influenciando en parte la cultura tradicional de los anfitriones. De esta integración nació la figura del jefe espiritual (orkoiyot) de tradición masái, que condujo una especie de teocracia nandi sustentada en el poder militar que le aseguraban al monarca una serie de líderes guerreros que le rodeaban.
El área era de asentamiento del pueblo nandi era extremadamente rocosa, montañosa y quebrada, pero bien regada por arroyos y abundantes lluvias. Era más adecuada para el pastoreo de cabras y ovejas que para el ganado vacuno. El mijo y quizás el sorgo se cultivaban con palos y azadones para excavar en el bosque, se recolectaban frutas y verduras silvestres y se cazaba con trampas, arcos y flechas.

### Época colonial - África Oriental Británica
Gran Bretaña mantuvo su protectorado de África oriental principalmente como un corredor entre la costa y el protectorado interior más lucrativo de Uganda. En 1895 comenzó la construcción de un ferrocarril de Mombasa al lago Victoria y para 1901 la obra estaba terminada. El tren dividió las tierras de masáis y nandis en dos. Aunque la administración del protectorado pudo celebrar acuerdos diplomáticos con los masáis, la resistencia a los nandis  a los británicos fue feroz. La reducción al imperio colonialista recién se logró en el año 1905 por parte de los europeos.

### Conflictos étnicos tras la independencia de Kenia

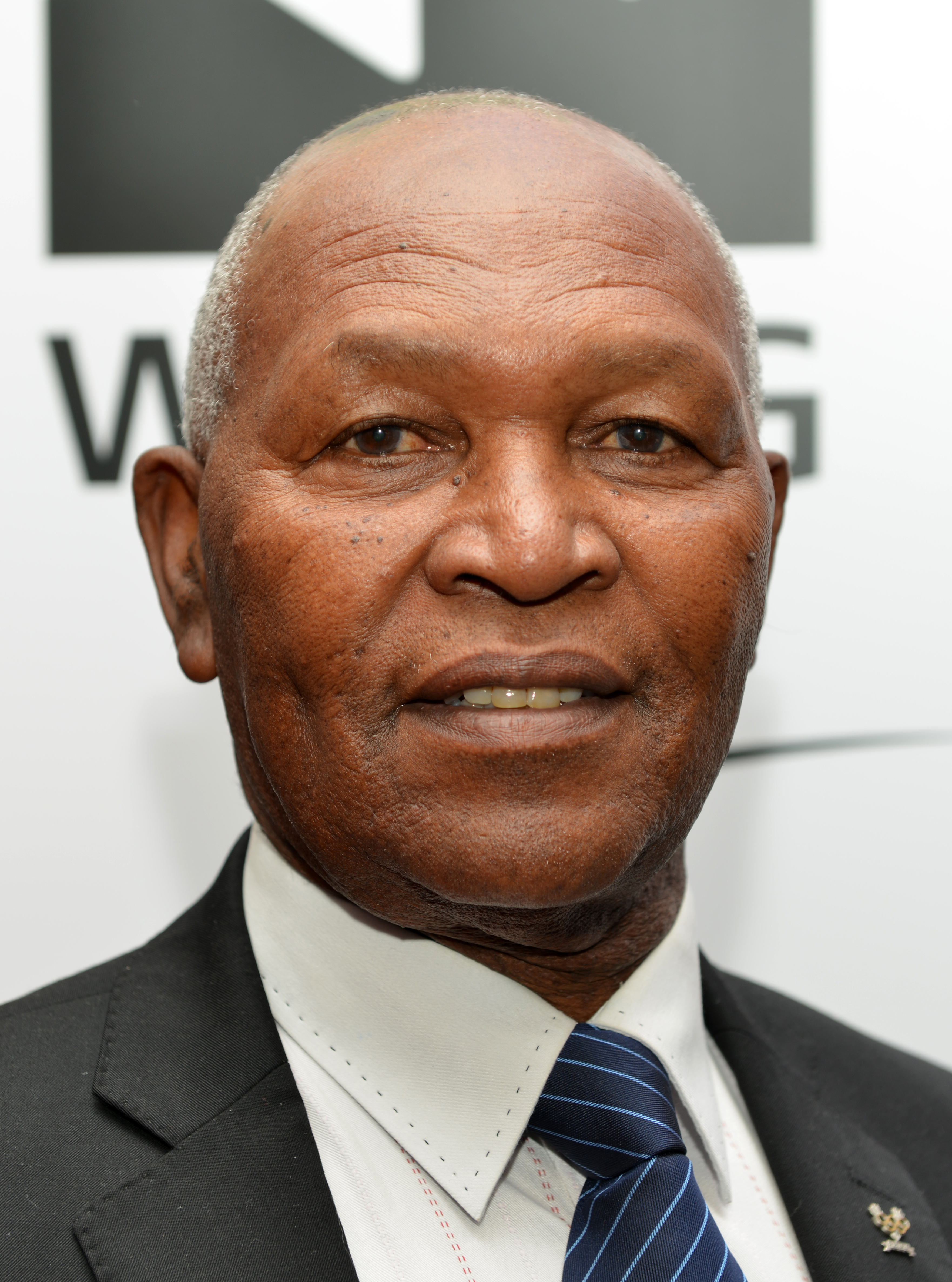
Campeón olímpico Kipchoge Keino (2014)

La presencia de miembros de la etnia kikuyu (mayoritaria en Kenia), en territorios históricamente de la etnia kalenjin (incluidos los nandis) fue fuente de conflictos tras la independencia. Los kikuyo se establecieron en la valle del Rift como trabajadores de los colonos británicos. Posteriormente fueron favorecidos por el otorgamiento de tierras del primer presidente de Kenia, Jomo Kenyatta, de origen kikuyo. Estos hechos generaron resentimiento por parte de los otros pueblos. A mayores, el robo de ganado, la invasión de tierras, las desigualdades económicas y los valores culturales divergentes de las etnias existían en la región desde tiempos inmemoriales. Al igual que Jomo Kenyatta, otros políticos y parlamentarios alentaron políticas de administración con favoritismos étnicos en provincias y condados, así como campañas de odio y división entre residentes de diversa identidad cultural. Todo ello aumentó la atmósfera de desconfianza y sentimientos de victimización entre las diversas etnias de la región del valle del Rift.
Los enfrentamientos étnicos más graves en el condado de Nandi estallaron el 29 de octubre de 1991, en la granja Meteitei en Tinderet, en la frontera del Valle del Rift, Nyanza y las provincias occidentales. Más tarde estalló la violencia entre kalenjins y miembros de la comunidad luo alrededor de Soundu y Kisumu después de que kalenjins fuera acusado de atacar a residentes luos en territorio nandi. Los líderes luo, cuya comunidad fue la primera en verse afectada por los enfrentamientos, denunciaron que la violencia fue consecuencia del gobierno de preferencia étnica kalejins que se estableció un mes antes en Kapsabet en Nandi Norte. Después de que estalló la violencia, se distribuyeron folletos en el área advirtiendo a los luos y otros no kalenjins que abandonaran el área antes del 12 de diciembre de 1991 o “enfrentarían las consecuencias”. Los folletos fueron firmados por un grupo que se hacía llamar los Guerreros Nandi.

## Economía

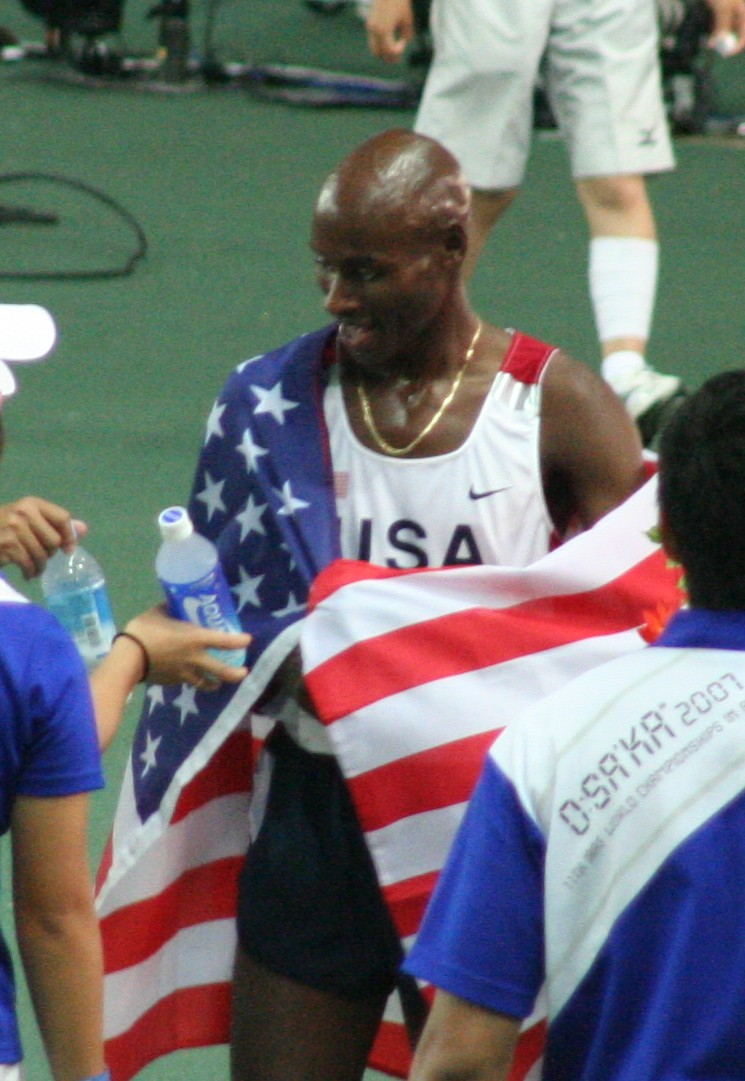
Bernard Lagat

Se especializaron tanto en la explotación de los recursos agrícolas como ganaderos. El ganado tuvo tradicionalmente un gran valor económico y social. La posesión de reses era indispensable para gozar de algún prestigio entre sus pares. La vida social comenzaba en la granja que era una entidad autónoma bajo el control del Consejo de ancianos del clan.
Adoptaron la producción de cultivos comerciales a gran escala durante el período colonial y se integraron totalmente a la economía monetaria de Kenia desde la independencia en 1963. Poco a poco, la economía nandi se desarrolló en torno a los tres pilares de una agricultura semicomercial: maíz, producción lechera y té. A partir de la década de 1950 estas actividades se expandieron cuando se permitió legalmente en Kenia que los nativos africanos poseyeran ganado lechero y obtuvieran títulos privados sobre la tierra.
En 1961, aún bajo control colonial, Kenia abrió el mercado de tierras a la población nativa africana. En una operación conjunta con entidades financieras europeas se abrió una línea de crédito a tal fin para adquirir casi dos millones de hectáreas propiedad de colonos británicos. Las tierras que un siglo atrás les fueran despojadas a los pueblos keniatas dejaron una ganancia de 55 millones de dólares a sus ocupantes europeos tras esta operación.

## Grupos de edad
Avanzado el siglo XIX el poder nandi se fue descentralizando en unidades territoriales llamadas pororiet. Cada unidad contaba con ejército propio. El consejo del pororiet era autónomo y se constituía en la máxima autoridad. Estaba asesorado por los jefes de los koret que representaban a grupos de familias.
El territorio de cada pororiet (pl. pororosiek) correspondía al área de formación un grupo de edad (ipinda, pl. ipinuek). Había veinticuatro pororosiek en Nandi y, por lo tanto, veinticuatro sistemas establecidos por edades. A su vez los korotinwek (de donde procedían los koret) se componía de aproximadamente veinte a cien granjas, y con otros korotinwek conformaban un pororiet. Ciertas características del sistema de edad de Nandi fueron declaradas ilegales en las primeras etapas del dominio colonial, pero el sistema estaba funcionando hasta la década de 1940.

## Deportistas nandi

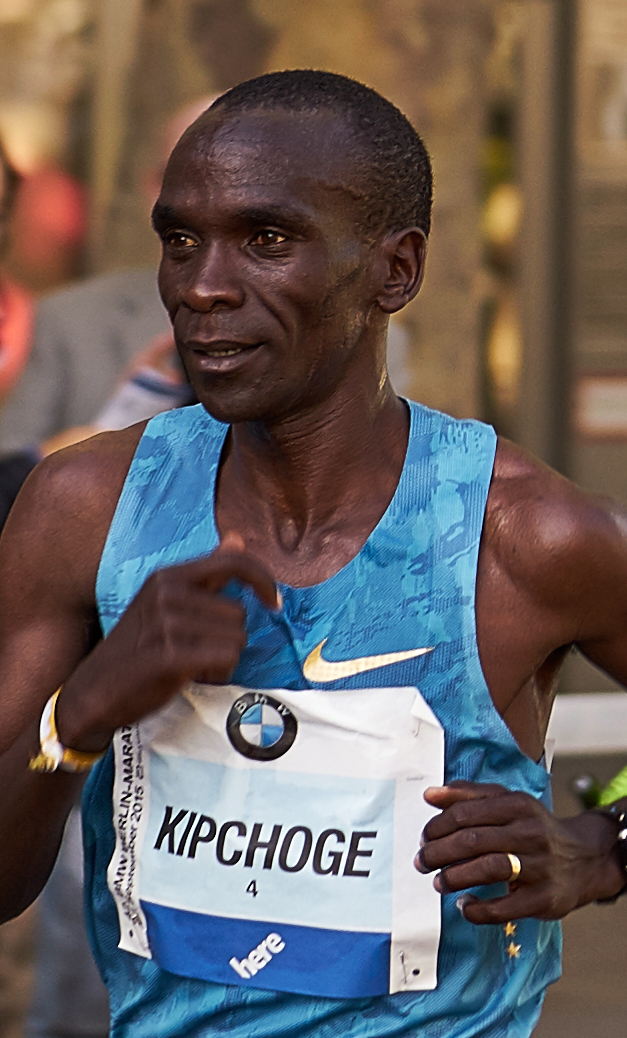
Eliud Kipchoge enBerlin - 2015 (cropped)

Algunos de los mejores corredores de larga distancia del mundo provienen de las comunidades del pueblo nandi. Entre los que obtuvieron récords mundiales están: Wilson Kipketer, Henry Rono, Bernard Lagat, Pamela Jelimo, Robert Cheruiyot, Martin Lel, Felix Limo, Ibrahim Hussein, Moses Tanui, Kipchoge Keino, Janet Jepkosgei, Noah Ngeny y Eliud Kipchoge.
Una investigación antropológica de la Universidad de Nairobi señaló que los éxitos deportivos de los hombres y mujeres de las colinas de Nandi tiene sus orígenes en las carreras pre-deportivas como las incursiones y el robo de ganado practicadas a lo largo de la historia. Esta predisposición física estaría reforzada por el prestigio que la misma otorga dentro de la comunidad a sus miembros más destacados. Se concluye que el alto número de atletas profesionales campeones del mundo que vienen de Nandi Hills se debe a la estrecha relación entre el deporte, la cultura y la sociedad, que se puede ver en la producción y reproducción de una tradición de correr dentro de la comunidad de Nandi.

## Religión
La mayoría de los miembros del pueblo profesan el cristianismo desde la época colonial. Sin embargo las tradiciones espirituales étnicas se mantienen en prácticas sincréticas y rituales tradicionales.

### Religión Tradicional
La máxima divinidad de la espiritualidad tradicional nandi se personifica con el Sol. Fue a través del astro rey que el espíritu mayor Asis, creó todas las criaturas del planeta. Para ello se valió, según la tradición de elementos básicos como el aire, la tierra y el agua. Primero creó el sol, la luna y la Tierra y a continuación los primeros cuatro seres vivos: el ser humano, el elefante, la serpiente y la vaca. Como en otras tradiciones africanas el dios creador dotó a los seres vivos de virtudes pero luego dejó de intervenir en sus vidas. El espacio de mediación entre Asís y las personas lo ocupan los espíritus de los muertos.

### Iniciación ritual
La circuncisión masculina y la ablación del clítoris ejercieron tradicionalmente como símbolos de pasaje a la edad adulta. La iniciación femenina comenzaba con el inicio de la menstruación. Los  rituales femeninos requerían someterse además a un entrenamiento riguroso, que incluía el corte simbólico de leña, el baile enérgico y, en última instancia, la ablación.

## Conflictos de género

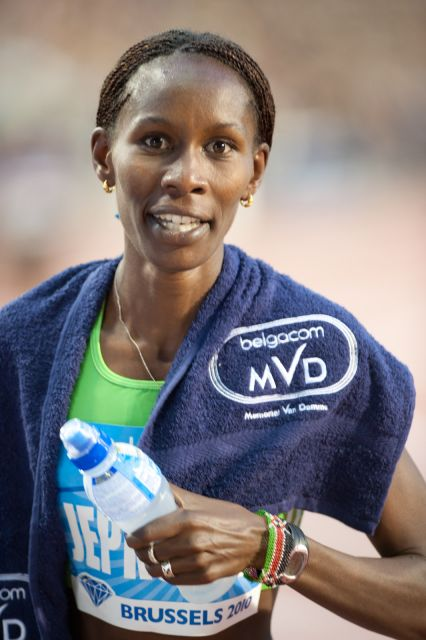
Janeth Jepkosgei 2010 Memorial Van damme

La sociedad nandi tradicional proveyó a las mujeres del control de unos pocos recursos como el huerto, la cría de pollos y la leche del ordeño de la tarde o la noche, pero les negó el de los principales medios de producción como el ganado. Y aún esa limitada asignación de propiedad se ejercía bajo la atenta mirada de la autoridad masculina correspondiente: padre, marido, hermano o pariente bajo el que estaba en tutela. La ideología de nandi afirmaba claramente que "los hombres son considerados superiores a las mujeres física, intelectual y moralmente" 
En esta tradición precolonial de los nandis los hombres se consideraban más inteligentes que las mujeres. Sostenían que las mujeres eran particularmente incapaces de prever y carecían de la capacidad para hacer y llevar a cabo proyectos razonables y realistas. Por esta razón, en general se aceptaba que los maridos debían administrar el patrimonio familiar. Estos estereotipos de género fueron reforzados por los administradores coloniales y los misioneros cristianos que profundizaron en la visión paternalista de la familia y la sociedad al modo de la visión predominante en la Europa de los siglos XIX y XX.

### Mujer marido
A partir de la década de 1950 tomó auge entre la población nandi la institución africana del matrimonio entre mujeres. Se sustenta en la necesidad de las mujeres sin descendencias de trasmitir su patrimonio en herencia a un hijo varón. En general esta relación se establece entre una mujer que por su edad se prevé que no engendrará más hijos con otra más joven que por alguna razón no se casó. A partir de la consumación del matrimonio la mujer estéril pasa a considerarse varón por el resto de la comunidad a los efectos hereditarios. No debe confundirse esta institución ancestral con el matrimonio civil contemporáneo entre mujeres.

### Mujeres atletas
La modernización de la identidad étnica y la transformación cultural dentro de la comunidad nandi cada vez más expuestos a los sistemas y estructuras globales repercutió en un cambio positivo en la condición de la mujer. La participación de estas en la vida deportiva se integró con éxito en la sociedad nandi y los éxitos deportivos le otorgaron prestigio tanto en Kenia como en el resto del mundo.

## Subgrupos nandi
Los subgrupos o clanes principales del pueblo nandi son los barabaig elgeyo (keyo, keyu, keiyo), kamasia (tukenes) y mutei,